# Flora Murray
Pour les articles homonymes, voir Murray.
Flora Murray, née le 8 mai 1869 à Murraythwaite dans le Dumfriesshire (Écosse) et morte le 28 juillet 1923 est un médecin britannique et une militante suffragette.

## Jeunesse
Murray étudie d'abord à la London School of Medicine for Women à partir de 1897 puis à l'Université de Durham. Elle travaille ensuite en Écosse avant de revenir à Londres. 

## Carrière
En 1905, Murray est médecin à l'Hôpital pour enfants de Belgrave puis, anesthésiste à l'Hôpital pour femmes de Chelsea.
Elle rejoint la Women's Social and Political Union en 1908, où elle soigne les militantes. Elle prend la parole aux meetings et aux rassemblements, dans les manifestations, administre les premiers soins lors de manifestations de suffragettes et s'occupe d'Emmeline Pankhurst et d'autres grévistes de la faim après leur libération de prison. Elle fait campagne avec d'autres médecins contre le gavage forcé des prisonnières en grève de la faim.
En 1912, elle co-fonde, avec Louisa Garrett Anderson, l’Hôpital des femmes pour enfants qui ouvre au 688, Harrow Road à Londres. L’hôpital offre des soins aux enfants de la classe ouvrière du quartier et donne aux femmes médecins la seule opportunité de gagner de l'expérience dans une clinique pédiatrique à Londres. La devise de l’hôpital est Deeds not Words (« Des faits, pas des mots »).

Une opération à l'hôpital militaire d'Endell Street. Dr L Garrett, Dr Flora Murray, Dr W Buckley.

Durant la Première Guerre mondiale, Murray sert en France, créant le Women Hospital Corps (WHC, « Corps féminin hospitalier »). Au côté de son amie et collègue Louisa Garrett, elle établit des hôpitaux militaires, constitués entièrement de personnel féminin, pour l'Armée Française à Paris et Wimereux. Leur collaboration avait été rejetée par les autorités britanniques, mais le travail du WHC en France ayant eu des échos très favorables, lorsque les blessés sont évacués en Angleterre pour y être soignés, le War Office (Office de la guerre britannique) leur propose de diriger un hôpital militaire, l'Endell Street Military Hospital à Holborn. Les médecins sont tous des femmes et la devise, Deeds not Words, est utilisée pour la seconde fois.

## Décès
Murray ne se marie pas, elle décède le 28 juillet 1923 et est enterrée à l'église Sainte-Trinité avec son amie et collègue, Louisa Garrett, près de leur maison à Penn, dans le Buckinghamshire. 
Sur la tombe de Garrett, se trouve l'inscription We have been gloriously happy (« Nous avons été glorieusement heureuses »).